# 32º Stormo

Un Aeritalia G-91Y all'aeroporto di Brindisi-Papola Casale nel 1982

Il 32º Stormo è uno stormo da interdizione dell'Aeronautica Militare. Dipende dal Comando delle Forze da Combattimento di Milano e ha sede presso l'aeroporto di Amendola (Foggia).
Lo stormo, intitolato alla memoria del capitano pilota Armando Boetto, è costituito dal 13º Gruppo Volo con il nuovo caccia F35A, dal 101° Gruppo Volo dotato di F35B, dal 28º Gruppo Velivoli Teleguidati (ex XXVIII Gruppo) che impiega il Predator nelle due versioni MQ-9A e MQ-1C e dal ricostituito 61º Gruppo che impiega il velivolo MQ-1C.

## Storia
Il 32º Stormo Bombardamento Terrestre fu creato il 1º dicembre 1936 presso l'aeroporto di Cagliari-Elmas. Costituito dal 38º Gruppo (49ª e 50ª Squadriglia) di Ferrara e dall'89º Gruppo (228ª e 229ª Squadriglia) di Forlì, aveva in dotazione i trimotori da bombardamento Savoia-Marchetti SM.81.
In particolare il 1º ottobre 1936 nasce il 38º Gruppo (49ª Squadriglia e 50ª Squadriglia) dell'Aeroporto di Ferrara nell'11º Stormo ma dal 1º dicembre passa nel 32º Stormo. 
Il 24 febbraio 1937 entrambi i Gruppi sono ad Elmas sugli S.81 ed entro luglio 1938 transita sui Caproni Ca.135 ma a causa di problemi tecnici nel mese di ottobre passa sugli S.M.79 e l'89º Gruppo va all'Aeroporto di Alghero-Fertilia fino a luglio 1939 quando torna ad Elmas.

### Seconda guerra mondiale
Dal 3 giugno 1940 lo stormo al comando del Col. Luigi Gallo va all'Aeroporto di Decimomannu con i Savoia-Marchetti S.M.79 nell'ambito della Seconda guerra mondiale con il XXXVIII Gruppo del Ten. Col. Oscar Mecozzi con la 49ª (8 SM 79) e 50ª Squadriglia (7 SM 79) ed il LXXXIX Gruppo del Magg. Antonio Fadda con la 228ª (8 SM 79) e 229ª Squadriglia (7 SM 79) inquadrato nella X Brigata Bombardamento Terrestre "Marte" di Cagliari.
Il 12 giugno 24 S.79 attaccano la base francese di Biserta.
Il 9 luglio successivo lo Stormo partecipò alla Battaglia di Punta Stilo con 20 aerei che insieme a 28 SM 79 dell'8º Stormo di Villacidro attaccarono la Force H inglese: due velivoli dello Stormo non rientrarono, ma la formazione inglese rientrò a Gibilterra con la nave da battaglia HMS Hood (51), la portaerei HMS Ark Royal (91) e 2 incrociatori danneggiati. Per tale azione la Bandiera dello Stormo riceve la Medaglia d'argento al Valor Militare. 
Il 30 luglio 1940 arrivano 2 Savoia-Marchetti S.M.82. 
Ireneo Moretti venne assegnato come comandante alla 229ª Squadriglia, 89º Gruppo, in vista della prima missione operativa su Gibilterra. La prima missione fu compiuta da due aerei, uno al comando del capitano Enrico Rossaldi e uno al comando del maggiore Giovanni Battista Lucchini,  il 20 agosto 1940. Durante la missione il velivolo di Moretti (MM.60992)  fu abbattuto dal fuoco antiaereo, precipitando in mare nella baia di Algeciras.
Il 27 novembre successivo, nell'ambito della Battaglia di capo Teulada gli inglesi ritentarono il passaggio ed il 38º Gruppo li attaccò in 2 ondate successive. Nella prima, protetta dal 3º Gruppo caccia terrestre, colpì una portaerei e nella seconda 2 incrociatori ed abbatte 5 aerei avversari.
Il 9 gennaio 1941, nell'ambito dell'Operazione Excess lo Stormo, con 10 aerei dell’89º Gruppo, bombarda un convoglio inglese nel Mediterraneo Occidentale. Nella la rotta di avvicinamento intercettano un convoglio colpendo la nave da battaglia HMS Malaya. 2 aerei dello Stormo non rientrarono alla base colpiti dai Fairey Fulmar dell'Ark Royal e vennero abbattuti 4 caccia nemici.
Nell'ambito dell'Operazione Tiger (1941) nella giornata dell'8 maggio il 38º Gruppo si alzò in volo scortato dai caccia Fiat C.R.42 del 3º Gruppo caccia terrestre e intorno alle 13 e 45 iniziarono gli scontri che portarono ad abbattimenti da entrambe le parti. Gli aerei britannici della Fleet Air Arm riuscirono ad impedire l'attacco al convoglio e in totale non rientrarono dalle azioni della giornata cinque aerei dell'Aeronautica della Sardegna, tra cui un Savoia-Marchetti S.M.79 della 49ª Squadriglia bombardieri, Capitano Armando Boetto, decorato di medaglia d'oro al valor militare.
Nel giugno successivo passa al comando del Colonnello Leonello Leone.
Nel settembre 1941 lo stormo va all'Aeroporto di Bologna-Borgo Panigale dove il 1º novembre diventa Aerosilurante ricevendo gli S.M.84.
Il 24 maggio 1942 lo stormo va all'Aeroporto di Gioia del Colle con l’89º Gruppo Aerosilurante ed il 38º Gruppo bombardiere e prese parte alla battaglia di mezzo agosto, utilizzando per la prima volta le motobombe F.F.F.
Nel novembre 1942 lo Stormo si spostò a Villacidro ed alla fine del mese il Comando dello Stormo ed il 38º Gruppo tornarono a Gioia del Colle ed, in seguito, all'Aeroporto di Lecce-Galatina.
Il 10 gennaio 1943 lo Stormo da Aerosilurante torna ad essere B.T., l’89º Gruppo Aerosiluranti diventa Autonomo e lo stormo riceve il 43º Gruppo Combattimento del 13º Stormo. 
Il 27 gennaio successivo lo Stormo viene chiuso.

### Il dopoguerra
Nel settembre del 1967, il 32º Stormo C.B.R. (Caccia Bombardieri Ricognitori) fu ricostituito presso l'aeroporto di Brindisi-Casale alle cui dipendenze fu posto il 13º Gruppo caccia Bombardieri e Ricognitori già basato presso l'Aeroporto di Brindisi dal 1965 come Gruppo Autonomo. Il Gruppo era dotato originariamente di Fiat G-91R/1B e di conseguenza delle altre sottoversioni, R/1 ed R/1A, fino al 1974. Nel frattempo, a partire dall'Agosto del 1973 fino al 1993 fu gradualmente equipaggiato con l'Aeritalia G-91Y. Lo stormo, privo di stemma a seguito della decisione dello Stato Maggiore di non assegnare l'originale usato durante la II Guerra Mondiale, assume lo stemma del falco in picchiata da poco disegnato per il 13º Gruppo Autonomo. Di conseguenza, il 13º Gruppo, inglobato nel 32º Stormo, rimasto senza emblema, si dota del nuovo stemma raffigurante il falco in picchiata che colpisce l'obiettivo, dotato di guantone da box.
Nel luglio 1993, nonostante la realizzazione di 13 shelter corazzati per ospitare il nuovo sistema d'arma AMX a Brindisi, lo Stormo fu dislocato presso l'aeroporto di Foggia-Amendola, subentrando alla 60ª Brigata Aerea posta in posizione quadro ed inglobando i sui due Gruppi ovvero, il 201º Gruppo Unità di Conversione Operativa ed il 204º Gruppo equipaggiati con Fiat G.91T. Dal 31 luglio 1995 il 101º Gruppo OCU entra nello Stormo, proveniente dall'8º Stormo di Cervia, subentrando al 201º Gruppo OCU che in quel momento venne chiuso nonostante aveva appena acquisito i primi AMX-T. Dal 15 settembre anche il 204º Gruppo veniva chiuso ed il 30 settembre successivo veniva dismesso il G.91T transitando sugli AMX International AMX.

#### Il gruppo velivoli teleguidati
Il 1º marzo 2002 nasce nello Stormo il Gruppo Velivoli Teleguidati con aerei a pilotaggio remoto “Predator A” (RQ-1 Predator). 
Nel 2003 il reparto prese parte con i gruppi di Volo A.M.A, alla esercitazione "Red Flag" presso la base di Nellis nel Nevada.
Dal 1º febbraio 2005 il Gruppo Velivoli Teleguidati prende le insegne del 28º Gruppo “Le Streghe” (ex XXVIII Gruppo), dopo la chiusura del 3º Stormo di Villafranca.
Dal 2005, in poi, il 28º Gruppo ha operato in tutte le principali operazioni fuori dai confini nazionali a cui l’Aeronautica Militare ha preso parte, in particolare: Operazione Antica Babilonia in Iraq, Operazione Unified Protector in Libia, NATO “Operazione Joint Enterprise” in Kosovo.
Dal 2007, 2 UAV Predator del 32º Stormo sono schierati a Herat in Afghanistan nell'ambito della missione ISAF (International Security Assistance Force) e nel 2009 con gli AMX.
È operativo con l'aereo teleguidato (o UAV - unmanned aerial vehicle) General Atomics RQ-1 Predator, e gli F35A dell'Aeronautica Militare, i quali due già prodotti portano le insegne del 32º Stormo (13º Gruppo Caccia).

#### Gli F-35
A partire dal 12 dicembre del 2016 opera anche con il nuovo velivolo Lockheed Martin F-35 Lightning II in dotazione all'Aeronautica Militare, assegnato al 13º Gruppo Volo, riattivato il 19 aprile 2016.
Nel 2017 è stato ricostituito il 61º Gruppo Volo (LXI Gruppo), dotato di velivoli a pilotaggio remoto MQ1-C (Predator “A+”), posizionato nella base aerea di Sigonella.
Dal 1º marzo 2018 gli aerei Joint Strike Fighter-F35 dello Stormo fanno parte del dispositivo di Difesa Aerea Nazionale risultando inquadrati operativamente nel Servizio di Sorveglianza dello Spazio Aereo (S.S.S.A.), fondamentale compito istituzionale dell'AM.
Il 1° Luglio 2025, viene riattivato il 101° Gruppo volo dopo 11 anni dal suo trasferimento al 51° Stormo di Istrana (2014) e 9 anni di posizione quadro (dal 2016 al 2025). Il Reparto prende in carico tutti gli F-35B precedentemente inquadrati nel 13° Gruppo Volo lasciando quest'ultimo equipaggiato della sola variante F-35A.

## Organizzazione
- 32° Stormo "Armando Boetto"
  - 13° Gruppo - F-35A Lightning II
  - 28° Gruppo AP R- MQ-9A Predator B
  - 101° Gruppo - F-35B Lightning II
  - 432° Gruppo Servizi Tecnico-Operativi
  - 532° Gruppo Servizi Logistico-Operativi
  - 932° Gruppo Efficienza Aeromobili
  - 632ª Squadriglia Collegamenti - MB-339A and MB-339CDII
  - Gruppo Protezione delle Forze
  - Distaccamento Aeronautico Jacotenente

### Annotazioni
1. ↑  Oltre a lui a bordo vi erano Lucchini, il tenente pilota Francesco Paolo Materi, il maresciallo marconista Anselmo Bolzanin, il primo aviere motorista Paolo Gennari, e il primo aviere armiere Gavino Casu.

### Fonti
1. ↑   Lista dei reparti, in Coccarde Tricolori 2010, 2010,  pp. 129-130.
2. ↑   32° Stormo, su aeronautica.difesa.it. URL consultato il 10/12/2021.
3. ↑  Ufficio Storico Stato Maggiore dell'Aeronautica 1977, p. 103.
4. ↑   Tgcom - Afghanistan, Predator verso Herat, su tgcom.mediaset.it. URL consultato l'8 novembre 2010 (archiviato dall'url originale il 29 maggio 2007).
5. ↑   I velivoli F35 del 32º Stormo implementano il sistema di difesa aerea nazionale, su aeronautica.difesa.it. URL consultato il 6 marzo 2018 (archiviato dall'url originale il 6 marzo 2018).